# Лахес (діалог)
Лахес (грецькою Λάχης) — це cократівський діалог, написаний Платоном. Учасники дискурсу представляють конкуруючі визначення поняття мужності.

## Персонажі
- Сократ
- Лісімах — син афінського полководця і державного діяча Арістіда.
- Мелесій — друг Лісімаха.
- Нікій — афінський полководець і державний діяч, син Нікерата.
- Лахес — афінський полководець і державний діяч, син Меланопа.
- Арістід — син Лісімаха і внук однойменного полководця і державного діяча.

## Конспект

### Освіта і значення військової підготовки
- Чи має військова освіта місце у вищій школі? [178a–180a]

Лісімах, син Арістіда, і Мелесій, син Фукідіда (а не історик Фукідід), просять поради у Лахеса та Нікія щодо того, чи варто їм навчати своїх синів воювати в обладунках. Після того, як кожен висловив свою думку, а саме: Нікій — за і Лахес — проти, вони просять поради у Сократа.
- Лахес вводить Сократа до дискусії [180a–181d]

Сократ задається питанням, яку початкову мету навчання повинні прищепити дітям. Коли вони визначать, що метою є чеснота, а точніше навіть мужність, Сократ обговорює з Лахесом і Нікієм, що таке мужність. Тоді основну частину діалогу становлять троє чоловіків (Лахес, Нікій і Сократ), які обговорюють різні визначення мужності.
- Нікій про переваги бою в обладунках [181e–182d]

Нікій виступає за навчання бою в обладунках. Він згадує, що це сприяє фізичній підготовці, готує людину до виконання військових обов'язків, дає перевагу перед непідготовленими супротивниками. А також допомагає зрозуміти військову стратегію, робить людину сміливою та надає бойовому вигляду.
- Лахес про марність бою в обладунках [182e–184c]

Лакес заперечує необхідність бою в обладунках, стверджуючи, що спартанці цього не практикують. Інструктори, яких бачив Лахес, не є мужніми та хоробрими солдатами, а тому можна зробити висновок, що вони не отримали користі від цих знань. Це змушує боягузів йти на нерозумні та шкідливі військові ризики.
- Потреба в експертній пораді: чи кваліфіковані генерали, щоб говорити про освіту? [184d–187d]

Мелесій і Лісімах просять Сократа вирішити, яка сторона правильна. Сократ намагається вияснити, про що йдеться. Він зазначає, що справа в турботі про характер юнаків і одразу запитує, чи є для цього кваліфіковані викладачі. Сократ зізнається, що він не вправний у цьому. Він припускає, що Лахес і Нікій або розбираються в побудові характеру, або знають експертів у цій галузі. Сократ розпитує їх про це, щоб зрозуміти, чи багаті вони на досвід.
- Генерали погоджуються співпрацювати з Сократом і перевірити свій досвід [187e–189d]

Нікій попереджає про філософські прийоми Сократа, які змушують співрозмовника перевірити власне сумління. Лахес стверджує, що йому подобається слухати «музичні» дискусії, коли дискурс людини співзвучний з її діями. Перефразовуючи Солона, Лахес погоджується брати участь у розслідуванні Сократа, тому що йому до вподоби вчитися у хороших людей.

### Дослідження природи хоробрості
- Необхідність визначити хоробрість

Сократ використовує медичну аналогію, щоб допомогти визначити доброту: «якщо очі можна покращити, „додавши“ до них зір, то характер хлопчика можна покращити, „додавши“ до нього доброту.» Замість того, щоб намагатися визначити, що таке доброта, Сократ вважає, що було б легше визначити аспект добра, який має відношення до цього питання: хоробрість.
- Перше визначення Лахеса: бути хоробрим означає стояти і боротися [190e–192b]

Лахес стверджує, що бути хоробрим означає бути солдатом, який може утримувати свою позицію в бою, не втікаючи. Сократ пояснює, що його визначення дуже специфічне для військової піхоти. А він насправді шукав поняття хоробрості, яке стосується всіх військових ситуацій і можна застосувати до будь-якого випадку в житті.
- Друге визначення Лахеса: хоробрість — це витривалість [192b–193d]

Лахес висловлює думку, що мужність — це «певна наполегливість душі». Однак Сократ заперечує цю ідею, стверджуючи, що в битві є багато випадків, коли розумніше буде відступити або втекти. Оскільки хоробрість — це чеснота, стверджує Сократ, вона не може суперечити розсудливості. Саме тому думка про те, що мужність завжди вимагає наполегливості, має бути хибною. Лахес змушений визнати це протиріччя.
- Безвихідне становище: Нікія просять допомогти [193e–194c]

Сократ висловлює своє здивування, намагаючись пояснити хоробрість. Лахес хоче продовжити розмову, кажучи, що він усвідомлює, що таке хоробрість, але не може це правильно висловити. Сократ стверджує, що вони повинні наполегливо шукати свою ціль. А далі запрошують Нікія дати своє визначення хоробрості.
- Визначення Нікія: хоробрість — це особливий вид знання [194d–196c]

Тоді Нікій пропонує інше визначення. Він вважає, що мужність — це «знання того, чого треба боятися і сподіватися як на війні, так і в усіх інших питаннях».
- Наслідки визначення Нікія: чи можуть тварини та діти бути хоробрими? [196d–197e]

Хоробрість — це знання того, що страшно і підбадьорює, тому Сократ запитує, чи може свиня бути хороброю. Нікій заперечує, що тварини можуть бути хоробрими, оскільки він вважає, що для хоробрості необхідна певна частка мудрості, що навіть мало людей можна назвати хоробрими. Сократ грайливо припускає, що Нікій знаходиться під впливом софіста на ім'я Деймон, і пропонує відповісти на твердження Нікія.
- Нікій визначив доброту, а не хоробрість [198a–199e]

Нікій погоджується, що щось «страшне» — це очікування майбутнього зла, а «обнадійливе» — очікування майбутнього добра. Далі Сократ стверджує, що повне знання будь-якої теми передбачає розуміння не лише майбутніх справ, а й минулого та сьогодення. Таким чином, якщо мужність є знанням майбутніх зол і благ, то вона також обов'язково має бути знанням сьогодення та минулого. Потім він стверджує, що визначення Нікія насправді зводиться до визначення всієї чесноти, а мужність є лише частиною. Виникає суперечність, і тому визначення вважається хибним.
- Дискусія розривається: Сократ припускає, що всі вони повинні багато чому навчитися [200a–201a]

Зрештою Сократ робить висновок, що обидві теорії своїх товаришів є незадовільні. Діалог завершується апорією, англійським терміном, що походить від давньогрецького ἀπορία та означає «філософська плутанина».

## Коментар
Існує багато різних інтерпретацій того, чому діалог закінчується апоріями. Деякі коментатори, такі як Іен Лейн, розглядають метод Сократа як самоціль. Наче дебати є центральною передумовою і функцією діалогу. Інші, наприклад, Григорій Властос, бачать кінець діалогу через специфічні недоліки визначення персонажів.
Деякі з персонажів цього діалогу були відомим військовим державним діячем, який загинув у бою. Нікій був видатним афінським політиком і полководцем, який загинув під час Сицилійської експедиції. Лахес також був генералом і загинув у Битві при Мантінеї під час Пелопоннеської війни.